# Затоплювані луки і савани

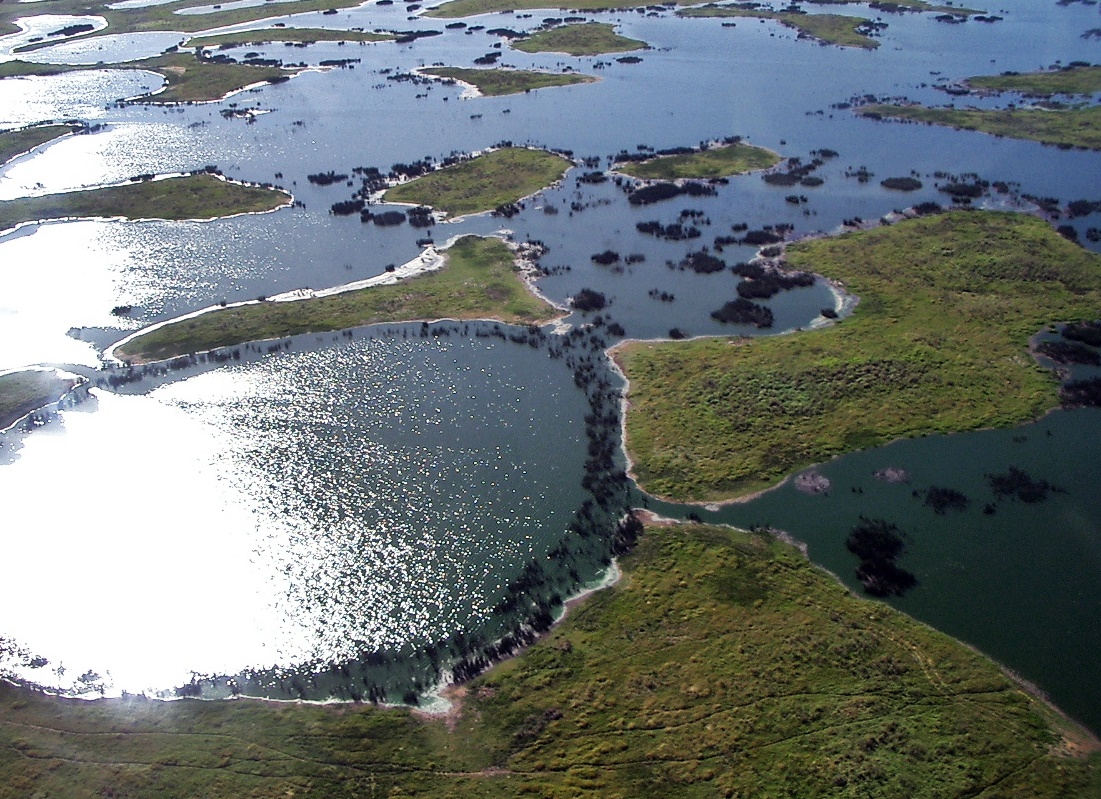
Пантанал у південно-центральній Південній Америці

Територія, зайнята біомом

Затоплені луки і савани (англ. Flooded grasslands and savannas) — один з 14 біомів за класифікацією Всесвітнього фонду природи, як правило, розташовані в тропічних і субтропічних широтах, де повені є дуже поширеним явищем. У цих екорегіонах можна знайти великі скупчення перелітних та водоплавних птахів.
Цей тип середовища проживання зустрічається на чотирьох континентах Землі. Варто відзначити Еверглейдс, Пантанал, затоплювані савани озера Чад, затоплювані луки Замбезії та Судд. Еверглейдс — найбільший у світі затоплювані дощові луки на вапняковому підмуріці, де представлено близько 11 000 видів насіннєвих рослин, 25 різновидів орхідей, 300 видів птахів і 150 видів риб. Пантанал, одне з найбільших континентальних водно-болотних угідь на Землі, містить понад 260 видів риб, 700 птахів, 90 ссавців, 160 рептилій, 45 земноводних, 1000 метеликів і 1600 видів рослин. 
Затоплювані савани та луки, як правило, є найбільшими комплексами у кожному регіоні.

## Характеристики
Площа: 1.1 млн. км2 (0,8%); широти: від 35° пд.ш. до 50° пн.ш.; ґрунти дуже багаті поживними речовинами; вологість: дуже висока; клімат теплий. характерні тварини: великі скупчення перелітних і водоплавних птахів.
Пантанал, одне з найбільших континентальних водно-болотних угідь на Землі, містить 260 видів риб, 700 птахів, 90 ссавців, 160 рептилій, 45 земноводних, 1000 метеликів і 1600 видів рослин.